# Oswald Rathmann (Radsportler)
Oswald Joseph Rathmann (* 21. Juli 1891 in Glatz; † 22. September 1936 in Breslau) war ein deutscher Radrennfahrer.

## Sportliche Laufbahn
Oswald Rathmann nahm an den Olympischen Spielen 1912 in Stockholm teil. Im Einzelzeitfahren belegte er den 33. Platz und wurde mit dem deutschen Team in der Mannschaftswertung Sechster.